# Guiricema

Guiricema este un oraș în Minas Gerais (MG), Brazilia.